# Wally Wood
Wally Wood   (Menahga, 17 de juny de 1927 - Los Angeles, 2 de novembre de 1981) va ser un escriptor, artista i editor independent estatunidenc de còmics, principalment conegut pel seu treball a Mad d'EC Comics i Daredevil de Marvel Comics. Va ser un dels dibuixants fundadors de Mad el 1952. Tot i que gran part de la seva primerenca obra professional la va signar com Wallace Wood, es va donar a conèixer com Wally Wood, nom que va declarar que no li agradava. Dins de la comunitat de còmics, també era conegut com a Woody, nom que de vegades utilitzava com a signatura.
A més dels centenars de pàgines de còmics de Wood, va il·lustrar per a llibres i revistes, alhora que treballava en altres àmbits: publicitat; embalatges i il·lustracions de productes; acudits de cartoons; portades de discs; cartells; tires còmiques; i trading cards, incloent el treball pel set de Mars Attacks.
L'editor de la CE, William Gaines, va declarar una vegada: "Wally pot haver estat el nostre artista amb més problemes... No suggereixo cap connexió, però potser ha estat el nostre més brillant".
Va ser el primer inclòs al Jack Kirby Hall of Fame de la indústria del còmic el 1989, i va ser introduït a la sala de la fama de Will Eisner del còmic el 1992.

## Biografia

### Vida primerenca i inici de la carrera professional
Wally Wood va néixer a Menahga, Minnesota, i va començar a llegir i dibuixar còmics a una edat primerenca. Va estar fortament influenciat pels estils artístics d'Alex Raymond a Flash Gordon, Milton Caniff a Terry and the pirates, Hal Foster a el Príncep Valent, Will Eisner a The Spirit i, sobretot, Roy Crane a Wash Tubbs. Recordant la seva infantesa, Wood va dir que el seu somni als sis anys, sobre trobar un llapis màgic que pogués dibuixar qualsevol cosa, anticipava el seu futur com a artista. Wood es va graduar a l'escola secundària el 1944, va signar amb la Marina Mercant dels Estats Units cap al final de la Segona Guerra Mundial i es va allistar a l'11a Divisió Aerotransportada dels Estats Units el 1946. Després de la seva formació a Fort Benning, Geòrgia va ser destinat a l'illa de Hokkaido, al Japó ocupat.
El 1947, als 20 anys, Wood es va matricular a la Minneapolis School of Art però només durant un curs. Arribant a la ciutat de Nova York amb el seu germà Glenn i la seva mare Alma (d'ascendència finlandesa), després de l'alta militar el juliol de 1948, Wood va trobar feina al restaurant de Bickford com a ajudant de cambrer. Durant la seva estada, va portar la seva àmplia capeta de dibuixos a tot el Midtown (Manhattan), visitant cada editor que podia trobar. Va assistir breument a l' Escola d'Art de Hogarth, però la va abandonar després d'un semestre. El 1948 es va matricular a la Cartoonist and Illustrators School (actualment coneguda com la School of Visual Arts (Escola d'Arts Visuals)), mantenint-se menys d'un any (tot i que va realitzar diversos contactes professionals que el van ajudar després).
A l'octubre, després de ser rebutjat per totes les empreses que va visitar, Wood va conèixer a l'artista John Severin a la sala d'espera d'una petita editorial. Després que els dos compartissin les seves experiències intentant trobar feina, Severin va convidar Wood a visitar el seu estudi, el Charles William Harvey Studio, on Wood va conèixer Charlie Stern, Harvey Kurtzman (que estava treballant a Timely, l'actual Marvel Comics) i a Will Elder. En aquest estudi Wood es va assabentar que Will Eisner buscava un artista de fons per Spirit. Va visitar immediatament Eisner i va ser contractat.
Durant el següent any, Wood també es va convertir en ajudant de George Wunder, que es va fer càrrec de la tira de Milton Caniff Terry and the Pirates. Wood va citar Chief Ob-stacle, una sèrie continuada de tires per a un butlletí polític de 1949, com el seu "primer treball pel meu compte". Va entrar al camp del còmic a través de la rotulació, tal com va recordar el 1981: "El primer treball professional va ser el de lletres per a còmics romàntics de Fox el 1948. Això va durar aproximadament un any. També vaig començar a fer fons, a continuació a entintar. La majoria eren coses romàntiques. Per a les pàgines completes, eren 5 dòlars la pàgina... Dues vegades per setmana, faria deu pàgines de tintes en un dia".
El representant dels artistes, Renaldo Epworth, va ajudar a Wood a tenir els seus primers treballs de còmics, sense deixar clar si aquesta connexió el va conduir a la rotulació o al debut de Wood en com artista de còmic, a la història de deu pàgines "The Tip Off Woman" [sic] al Western de Fox Comics Women Outlaws nº 4 (amb data de portada de gener de 1949, a la venda a finals de 1948). El següent treball conegut de Wood en art per a còmics no va aparèixer fins a My Confession nº 7 (agost de 1949) de conegut de Wood, moment en el qual va començar a treballar gairebé contínuament en la companyia a les publicacions similars My Experience, My Secret Life, My Love Story i My True Love: Thrilling Confession Stories. Es creu que la seva primera obra signada es trobava a My Confession #8 (octubre de 1949), amb el nom de "Woody" mig amagat en una marquesina del teatre. Va fer el dibuix a llapis i va entintar dues històries en aquest número: "I Was Unwanted" (No vaig ser volguda) (nou pàgines) i "My Tarnished Reputation" (La meva reputació tacada) (deu pàgines).
Wood va començar a EC codibuixant i coentintant amb Harry Harrison la història "Too Busy For Love" (Massa ocupat per estimar) (Modern Love # 5), i dibuixant completament la història principal, "I Was Just a Playtime Cowgirl", a Saddle Romances nº 11 (abril de 1950), entintat per Harrison.

### Anys 1950
Wood treballant des d'un estudi de Manhattan al carrer West 64th i a l'Avinguda Columbus, Wood va començar a cridar l'atenció el 1950 amb les seves obres d'art de ciència-ficció per a EC i Avon Comics, algunes en col·laboració amb Joe Orlando. Durant aquest període, va tractar una gran varietat de temes i gèneres, inclosos l'aventura, el romanç, la guerra i el terror; històries de missatges (Shock SuspenStories per a EC); i, finalment, l'humor satíric per a l'escriptor / editor Harvey Kurtzman a Mad incloent una sàtira de la demanda de l'editor de Superman DC presentada contra l'editor del Captain Marvel de Fawcett anomenada "Superduperman!" que lluitava amb el capità Marbles.
Wood va ser fonamental per convèncer l'editor d'EC, William Gaines, per iniciar una línia de còmics de ciència-ficció, Weird Science i Weird Fantasy (més tard combinats amb el títol únic Weird Science-Fantasy). Wood va dibuixar a llapis i entintar diverses dotzenes de relats de ficció científica d'EC. Wood també va tenir títols de crèdits freqüents a Two-Fisted Tales i Tales from the Crypt, així com els títols EC posteriors Valor, Piracy i Aces High.
Treballant en guions i esborranys a llapis de Jules Feiffer, amb 25 anys, Wood va dibuixar dos mesos del suplement dominical de diaris The Spirit de Will Eisner, a l'arc de 1952 "The Spirit in Outer Space". Eisner, va recordar Wood, li pagava "uns 30 dòlars setmanals per la retolació i fons de The Spirit. A vegades pagava 40 dòlars quan també feia els dibuixos".
Feiffer, el 2010, va recordar l'estudi de Wood, "que es trobava en aquell moment al molt descarat Upper West Side [de Manhattan] dels anys 60 de l'Oest, anys abans que fos [el] Lincoln Center. Es tractava d'un gueto de dibuixants i escriptors de ciència-ficció: només una immensa sala on s'havien enderrocat les parets, fosc, pudent, infestat per la roca, i tots aquests dibuixants i escriptors es doblegaven sobre les seves taules. Un va ser [l'escriptor de ciència-ficció] Harry Harrison."
Entre 1957 i 1967, Wood va produir cobertes i interiors per a més de 60 números de la revista de ciència-ficció Galaxy Science Fiction, il·lustrant autors com Isaac Asimov, Philip K. Dick, Jack Finney, CM Kornbluth, Frederik Pohl, Robert Silverberg, Robert Sheckley, Clifford D. Simak i Jack Vance. Va pintar sis cobertes per a Galaxy Science Fiction Novels entre 1952 i 1958. Els seus dibuixos animats van aparèixer a les revistes masculines Dude, Gent i Nugget. Va entintar els vuit primers mesos de la historieta sindicalitzada Sky Masters of the Space Force, dibuixada per Jack Kirby.
Wood va expandir el seu camp cap a les il·lustracions de llibres, incloent-hi les edicions de portades amb imatges (encara que no les edicions amb funda) dels títols de les reedicions de 1959 d'Aladdin Books de la sèrie 1947 "Childhood of Famous Americans" (Infància dels famosos nord-americans) de Bobbs Merrill.

### Edat de plata i edat de bronze

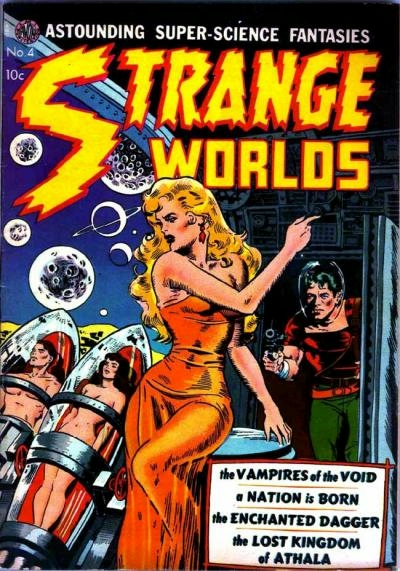
Portada de Wally Wood per Strange Worlds nº4 (data de portada gener de 1952) d'Avon Comics.

Wood també va fer art i històries per a empreses de còmics grans i petits: des de Marvel (incloent la seva iteració dels anys 1950 Atlas Comics), DC (incloent House of Mystery i els Challengers of the Unknown de Jack Kirby) i Warren (Creepy, Eerie, 1984), fins a empreses més petites com Avon (Eerie, Strange Worlds), Charlton (War and Attack, Jungle Jim), Fox (Martin Kane, Private Eye), Gold Key (MARS Patrol Total War, Fantastic Voyage), Harvey (Unearthly Spectaculars), King Comics (Jungle Jim), Atlas/Seaboard (The Destructor), Youthful Comics (Cap. Science) i l'empresa de joguines Wham-O (Wham-O Giant Comics). El 1965, Wood, Len Brown i possiblement Larry Ivie van crear T.H.U.N.D.E.R. Agents per a Tower Comics. Va escriure i va dibuixar la tira còmica nadalenca sindicada de 1967, Bucky's Christmas Caper. Durant els anys seixanta, Wood va fer molts cromos comercials i productes d'humor per a Topps Chewing Gum, incloent esborranys conceptuals per a les famoses cartes de Topps de Mars Attacks de 1962 abans de l'art final de Bob Powell i Norman Saunders.
Per a Marvel durant l'edat de plata dels còmics, els treballs de Wood com a dibuixant i entintador de Daredevil nº 5–8 i entintador de Bob Powell els números nº 9-11 van redefinir gràficament el personatge establint el distintiu vestit vermell del personatge del títol (al número 7). Wood editat per Stan Lee, que també estava acreditat com guionista, van introduir Stilt-Man a Daredevil nº 8 (data de portada juny de 1965). Wood també va fer l'argument per diferents històries incloent el guió complet del nº 10. Quan Daredevil va aparèixer com estrella convidada a Fantastic Four # 39–40, Wood va entintar el personatge, sobre els llapis de Jack Kirby, a la portada i a les pàgines interiors. Segons va explicar Wood a Mark Evanier en una entrevista, Wood feia la història sencera i, quan va demanar ser pagat pel guió es va trobar que només li van assignar l'entintat:
| «            | (anglès) I persuaded him to let me write one by myself since I was doing 99% of the writing already. I wrote it, handed it in and he said it was hopeless. He said he’d have to rewrite it all and write the next issue himself. Well, I said I couldn’t contribute to the storyline unless I got paid something for writing and Stan said he’d look into it, but after that he only had inking for me. Bob Powell was suddenly pencilling DAREDEVIL. | (català) El vaig convèncer perquè em deixés escriure-ne un, ja que ja estava fent el 99% de l'escriptura. El vaig escriure, el vaig lliurar i em va dir que no tenia esperança. Va dir que ho hauria de reescriure tot i escriure ell mateix el següent número. Bé, vaig dir que no podria contribuir a la història tret que em paguessin alguna cosa per escriure i Stan va dir que ho intentaria, però després només tenia tinta per a mi. De sobte, Bob Powell estava dibuixant DAREDEVIL. | » |
| — Wally Wood | | |   |

| «            | (anglès) I complained about not being paid for writing and suddenly I was inking Powell but I managed to talk him into letting me write one… I guess Stan Lee couldn’t stand having me do the whole thing. I do remember that that was his way of dealing with me asking for writing money if I was pencilling. He had me ink other guys who didn’t want to share the writing money. He said it was because the book was going monthly and he didn’t think I could pencil and ink both but I think it was just because I wasn’t going to write the book for nothing. Actually I wouldn’t have minded if their page rate for pencils hadn’t been so awful. | (català) Em vaig queixar que no em pagaven per escriure i, de sobte, estava entintant Powell, però vaig aconseguir convèncer-lo perquè em deixés escriure'n un... Suposo que Stan Lee no podia suportar que jo ho fes tot. Recordo que aquella era la seva manera de tractar-me per demanar diners per escriure si feia el dibuix a llapis. Em va fer tintar altres nois que no volien compartir els diners de l'escriptura. Va dir que era perquè el còmic anava a passar a mensual i no pensava que pogués fer llapis i tinta, però crec que era perquè no anava a escriure el còmic per res. De fet, no m'hauria importat si la seva taxa de pàgina per als llapis no hagués estat tan horrible. | » |
| — Wally Wood | | |   |

Wood va dibuixar i entintar les quatre històries de deu pàgines del serial "Dr. Doom" de la companyia a Astonishing Tales nº 1–4 (agost de 1970 a febrer de 1971), i van escriure i dibuixar històries de terror i suspens a Tower of Shadows nº 5–8 (maig-nov. 1970), així com altres feines esporàdiques.
En cercles relacionats amb els drets d'autor i la propietat intel·lectual, Wood és conegut com l'artista del cartell satíric satíric Disneyland Memorial Orgy, que va aparèixer per primera vegada a la revista The Realist de Paul Krassner. El pòster representa diversos personatges Disney protegits per drets d'autor en diverses activitats poc favorables (incloent actes sexuals i consum de drogues), amb grans signes de dòlars que irradiaven des del castell de la Ventafocs. El mateix Wood, fins al 1981, quan se li va preguntar qui feia aquest dibuix, només deia: "Preferiria no dir res al respecte! Va ser el dibuix més piratejat de la història! Tothom n'imprimia còpies. Tinc entés que algunes persones han arrestades per vendre-les. Sempre vaig pensar que les coses de Disney eren força sexys... Blancaneus, etc." Disney no va emprendre accions legals contra Krassner o The Realist, però va demandar a un editor d'una versió amb "llum negra" del pòster, que va utilitzar la imatge sense el permís de Krassner. El cas es va resoldre fora del jutjat.
A DC Comics, ell i Jim Shooter van iniciar la sèrie de còmics Captain Action el 1968. L'any següent, Wood va entintar la sèrie Superboy. Sabent per Roy Thomas que Jack Kirby havia tornat a DC el 1970, Wood va trucar a l'editor Joe Orlando per intentar aconseguir la tasca per entintar el nou treball de Kirby, però aquest paper ja el va complir Vince Colletta. Aquell mateix any, Wood va ser un artista no acreditat d'un episodi del Príncep Valent. Wood va treballar en diverses sèries per a DC entre 1975 i 1977, produint diverses cobertes per a Plop! i entintant el dibuix al llapis de Steve Ditko i Jack Kirby a Stalker i The Sandman, respectivament. També va treballar a la sèrie Hercules Unbound, entintant a José Luis García-López i Walt Simonson. Wood va encarregar-se del llapis i l'entintat d'All Star Comics i va contribuir a la creació de Power Girl exagerant la mida dels seus pits. Actiu amb l' Acadèmia d'Arts del Còmic a la dècada de 1970, Wood va contribuir a diverses edicions de l' ACBA Sketchbook anual. En un dels seus últims encàrrecs, Wood va tornar a un personatge que va ajudar a definir, posant en escena la portada de Frank Miller de Daredevil # 164 (maig de 1980). El seu darrer crèdit corrent conegut va ser Wonder Woman # 269 (juliol de 1980).
Durant diverses dècades, nombrosos artistes van treballar al Wood Studio. Entre els associats i ajudants hi havia Dan Adkins, Richard Bassford, Howard Chaykin, Tony Coleman, Nick Cuti, Leo i Diane Dillon, Larry Hama, Russ Jones, Wayne Howard, Paul Kirchner, Joe Orlando, Bill Pearson, Al Sirois, Ralph Reese, Bhob Stewart, Tatjana Wood, i Mike Zeck.

### Editor
El 1966, Wood va llançar la revista independent Witzend (originalment titulada et cetera, nom que es va haver de retirar quan a Wood va ser advetit que una altra revista ja l'havia utilitzat) un dels primers còmics alternatius, una dècada abans de Star Reach de Mike Friedrich o Big Apple Comix de Flo Steinberg, pel qual Wood va dibuixar la portada i va aportar una història. Wood va oferir als seus companys professionals l'oportunitat d'aportar il·lustracions i històries gràfiques que es van desviar de les convencions habituals de la indústria del còmic. Després del quart número, Wood va deixar Witzend a Bill Pearson, que va continuar com a editor i director durant els anys 70 i 1980. Wood, a més, va recopilar el seu serial de Sally Forth, publicat en publicacions periòdiques dels militars nord-americans Military News i Overseas Weekly de 1968 a 1974, en una sèrie de quatre revistes de grans dimensions (10 "x 12" (25 x 30 cm)). Pearson, el 1993–95, va reformatejar les tires en una sèrie de còmics publicats per Eros Comix, una empremta de Fantagraphics Books, que el 1998 va recopilar tota la publicació en un sol volum de 160 pàgines.
El 1969, Wood va crear un altre còmic independent, Heroes, Inc. Presents Cannon, destinat a lectors militars de "Sally Forth", tal com s'indica als anuncis i índexs. Els artistes Steve Ditko, Ralph Reese i l'escriptor Ron Whyte són acreditats amb Wood com l'escriptor i artista principal en tres històries: "Cannon", "The Misfits", i "Dragonella". Wood i CPL Gang Publications van publicar un segon número en format de revista. Larry Hama, un dels ajudants de Wood, va dir: "Vaig fer guions per a tres històries de Sally Forth i algunes de les de Cannon. Vaig escriure la història principal de Sally Forth al primer llibre de reimpressió, que en realitat està dedicat a mi, sobretot perquè vaig prestar diners a Woody per publicar-la".
El 1980 i el 1981, Wood va fer dos números d'un còmic completament pornogràfic, titulat Gang Bang. Va incloure dues històries de Sally Forth sexualment explícites i versions sexuals explícites de la versió de Disney de La Blancaneu i els set nans (Snow White and the Seven Dwarfs), titulada So White and the Six Dorks; Terry and The Pirates, titulada Perry and the Privates; Prince Valiant, titulat Prince violate ; Superman i Wonder Woman, titulats Stuporman Meets Blunder Woman; Flash Gordon, titulat Flasher Gordon; i Tarzan titulat Starzan. Un tercer volum, publicat el 1983, contenia tres paròdies sexuals explícites més d'Alícia en terra de meravelles (Alice in Wonderland), titulat Malice in Blunderland; un segona de Flash Gordon titulada Flesh Fucker Meets Women Lib!; i The Wizard of Oz, titulat The Blizzard of Ooze.

### "Panels That Always Work" (Vinyetes que sempre funcionen)
Wood lluitava per ser el més eficaç possible a la indústria del còmic, sovint mal pagada. Amb el temps va crear una sèrie de tècniques d'esbossos en trossos de paper que va enganxar a prop de la seva taula. Aquestes "notes visuals", recollides en tres pàgines, recordaven a Wood (i als assistents selectes als quals els mostraven les pàgines) diversos dissenys i tècniques de composició per mantenir les seves pàgines dinàmiques i interessants. (En la mateixa línia, Wood també es va enregistrar una altra nota: "Mai dibuixeu res que pugueu copiar, mai copieu res del que podeu traçar, mai traceu res que pugueu retallar i enganxar".)
El 1980, es va publicar la versió original de tres pàgines de "Panels" de 24 vinyets (no 22) de Wood amb el corresponent avís de copyright a The Wallace Wood Sketchbook (Crouch/Wood 1980). Al voltant de 1981, L'ex assistent de Wood, Larry Hama, per llavors un editor de Marvel Comics, enganxava fotocòpies de dibuixos amb drets d'autor de Wood en una sola pàgina, que Hama titula "Wally Wood's 22 Panels That Always Work!!" (22 vinyetes de Wally Wood que sempre funcionen!!) (subtitulat, "O algunes maneres interessants d'introduir una varietat en aquestes vinyetes avorrides en què algun escriptor estúpid té un munt de personatges pobres asseguts al voltant i que parlen pàgina rere pàgina!") Hama va deixar fora dos vinyetes originals, ja que les seves fotocòpies eren massa borroses per fer alguns dels esbossos més clars. Hama va distribuir el "principi elegantment simple de la narració bàsica" de Wood a artistes del Marvel Bullpen, que al seu torn els van transmetre als seus amics i companys. Finalment, "22 Panels" va acabar passant per gairebé tots els dibuixants o dibuixants aspirants de còmics de la indústria i van assolir el seu propi estat icònic.
Els "Panels That Always Work" de Wood és copyright de Wallace Wood Properties, LLC, que figuren en l'oficina dels drets d'autor dels Estats Units que va assignar l'obra Número de registre VA0001814764.
El 2006, l'escriptor i artista Joel Johnson va comprar la subhasta de fotocòpies de Larry Hama a la subhasta i la va posar a disposició per a una àmplia distribució a Internet. El 2010, Anne Lukeman, de Kill Vampire Lincoln Productions, va produir un curtmetratge adaptant els "22 Panels That Always Work" en una peça experimental en estil de cinema negre anomenada 22 Frames That Always Work. L'artista Rafael Kayanan va crear una versió revisada de "22 Panels" que utilitzava l'art real dels còmics de Wood publicats per il·lustrar cada fotograma. El 2006, el dibuixant i editor Cheese Hasselberger va crear "Cheese's 22 Panels That Never Work", amb situacions estranyes i tècniques de narració generalment pobres. El 2012, Michael Avon Oeming va crear una actualització/homenatge de "22 Panels" amb temàtica de Powers, que la va fer disponible per a la seva distribució. Al juliol de 2012, el productor de Cerebus TV, Max Southall, va reunir materials i va llançar un documental on es presentava l'homenatge de Dave Sim a Wally Wood i un focus en els seus 22 Panells, incloent un homenatge que presenta una creació utilitzant el motiu d'un ells, que representen el propi Daredevil i Wood, en l'estil de Wally Wood, i la impressió oficial dels panells de la propietat de Wally Wood.

### Vida personal i anys finals
Wood es va casar tres vegades. El seu primer matrimoni va ser amb l'artista Tatjana Wood, que posteriorment va fer un extens treball com a colorista de còmics. El seu matrimoni va acabar a finals dels anys seixanta. El seu segon matrimoni, amb Marilyn Silver, també va acabar en divorci.
Durant bona part de la seva vida adulta, Wood va patir mal de cap crònic i inexplicable. A la dècada de 1970, després de combatre l'alcoholisme, Wood patia una insuficiència renal. Un ictus el 1978 va provocar una pèrdua de la vista en un ull. Davant la disminució de les perspectives de salut i carrera professional, va morir per suïcidi per tret a Los Angeles el 2 de novembre de 1981. Cap a la fi de la seva vida, un Wood embrutat diria, segons una biografia: "Si hagués hagut de fer-ho tot de nou, m'hauria tallat les mans".
El 1972, l'editor de la EC, Harvey Kurtzman, que va treballar estretament amb Wood durant la dècada de 1950, va dir:
| «                                                                         | (anglès) Wally had a tension in him, an intensity that he locked away in an internal steam boiler. I think it ate away his insides, and the work really used him up. I think he delivered some of the finest work that was ever drawn, and I think it's to his credit that he put so much intensity into his work at great sacrifice to himself | (català) Wally tenia una tensió, una intensitat que es tancava dins d'una caldera de vapor interna. Crec que se'l menjava interiorment, i que el treball el va servir realment. Crec que va lliurar una de les millors obres que mai s'han dibuixat, i crec que va ser l'ha de reconèixer que va aportar tanta intensitat a la seva obra amb un gran sacrifici per a ell mateix | » |
| — EC Lives! The 1972 EC Fan-Addict Convention Book (publicat privadament) | | |   |

### Biografies, crítiques, col·leccions
El 2017 i el 2018, Fantagraphics Books va publicar The Life and Legend of Wallace Wood un conjunt de dos llibres de tapa dura (ISBN 978-1-60699-815-1, ISBN 978-1-68396-068-3), principalment recopilada pel seu ex ajudant Bhob Stewart durant un període de 30 anys que contenia records personals d'amics, companys i ajudants de Wood, inclosos John Severin, Al Williamson, Paul Krassner, Trina Robbins, Larry Hama, i Paul Levitz; obres i fotografies anteriorment inèdites; i un examen detallat de la seva vida i carrera. Va ser l'últim projecte editorial de Stewart, però no va viure per veure'l imprès.

## Premis
- Premis de la Divisió de Comic Books de la Nacional Cartoonist Society, 1957, 1959 i 1965.[57]
- Premi Alley, Millor artista al llapis, 1965[58]
- Premi Alley, Millor treball d'entintat, 1966
- Premi al millor dibuixant estranger, Festival Internacional de còmics d'Angoulême, 1978
- The Jack Kirby Hall of Fame, 1989
- sala de la fama de Will Eisner, 1992
- Els premis Inkwell Joe Sinnott Hall of Fame Award, 2011.[59][60]

### DC Comics
- All-American Men of War nº29–30 (1956)
- All Star Comics nº58–63 (entintador); nº64–65 (Guionista/ dibuixant) (1976–1977)
- Amazing World of DC Comics nº13 (entintador) (1976)
- Angel and the Ape nº2–6 (entintador) (1969)
- Anthro nº6 (entintador) (1969)
- Captain Action nº1 (artista) nº2–3, 5 (entintador) (1968–1969)
- Challengers of the Unknown nº2–8 (entintador) (1958–1959)
- DC 100 Page Super Spectacular nº5 (entintador) (1971)
- DC Special Series nº11 (The Flash) (entintador) (1978)
- Falling in Love nº108 (1969)
- Ghosts nº2 (entintador) (1971)
- Girls' Love Stories nº143, 150 (1969–1970)
- Green Lantern nº69 (entintador) (1969)
- Hercules Unbound nº1–8 (entintador) (1975–1976)
- House of Mystery nº180, 183–184, 189 (entintador); nº199, 251 (artista) (1969–1977)
- House of Secrets nº91, 96 (1971–1972)
- Isis nº1 (entintador) (1976)
- Limited Collectors' Edition n°C-34 (entintador) (1975)
- Meet Angel nº7 (entintador) (1969)
- Our Army at War nº249 (guionista/artista) (1972)
- Our Fighting Forces nº10 (1956)
- Plop! nº14 (artista); nº16 (entintador); nº23 (guionista/artista) (1975–1976)
- Richard Dragon, Kung-Fu Fighter nº4–8 (entintador) (1975–1976)
- Sandman nº6 (entintador) (1975)
- Showcase nº12 (Challengers of the Unknown) (entintador) (1958)
- Stalker nº1–4 (entintador) (1975)
- Strange Adventures nº154 (entintador) (1963)
- Super-Team Family nº3 (Flash i Hawkman team-up) (entintador) (1976)
- Superboy nº153–155, 157–161 (entintador) (1969)
- Swing with Scooter nº30–31, 33 (entintador) (1970–1971)
- Teen Titans nº19 (entintador) (1969)
- The Unexpected nº122, 137 (entintador); nº138 (artista) (1970–1972)
- Weird Mystery Tales nº23 (1975)
- The Witching Hour nº15 (1971)
- Wonder Woman nº195, 269 (entintador) (1971–1980)
- Young Love nº84 (entintador) (1971)

### EC Comics
- Aces High nº1–5 (1955)
- Confessions Illustrated nº1 (1956)
- The Crypt of Terror nº18 (1950)
- Gunfighter nº13–14 (1950)
- The Haunt of Fear nº15–16, 4–5, 24 (1950–1954)
- Mad nº1–20, 23–49, 57–70, 72–86, 90 (1952–1964)
- Modern Love nº5–8 (1950)
- A Moon, a Girl ... Romance nº10–12 (1949–1950)
- Piracy nº1–2 (1954–1955)
- Saddle Romances nº10–11 (1950)
- Shock SuspenStories nº2–15 (1952–1954)
- Tales from the Crypt nº21, 24–27 (1950–1952)
- Three Dimensional EC Classics nº1 (1954)
- Two-Fisted Tales nº18–28, 30–35, 41 (1950–1955)
- Valor nº1–2, 4–5 (1955)
- Vault of Horror nº12–14, 39 (1950–1954)
- Weird Fantasy nº13–17, 6–14, 17 (1950–1953)
- Weird Science nº12–13, 5–22 (1950–1953)

### Marvel Comics
- Astonishing Tales nº1–4 (Doctor Doom) (1970–1971)
- Avengers nº20–22 (entintador) (1965)
- Captain America nº127 (entintador) (1970)
- Cat nº1 (entintador) (1972)
- Daredevil nº5–9 (argumentista, dibuixant i entintador), nº10 (guionista), nº11 (argumentista, entintador) (1964–1965)
- Journey into Mystery nº39, 51 (1956–1959)
- Journey into Unknown Worlds nº51 (1956)
- Kull the Conqueror nº1 (entintador) (1971)
- Marvel Spotlight nº1 (Red Wolf) (entintador) (1971)
- Marvel Tales nº152 (1956)
- Mystic nº52 (1956)
- Strange Tales nº134 (Human Torch i Thing) (entintador) (1965)
- Tales of Suspense nº71 (Iron Man) (entintador) (1965)
- Tower of Shadows nº5–8 (guionista/artista) (1970)
- Unknown Worlds of Science Fiction nº1 (guionista) (1975)
- Western Gunfighters nº22 (1956)

### Tower Comics
- Dynamo nº1–4 (1966–1967)
- T.H.U.N.D.E.R. Agents nº1–20 (1965–1969)

### Warren Publishing
- 1984 nº1–2, 5 (1978–1979)
- Blazing Combat nº3–4 (1966)
- Comix International nº1 (1975)
- Creepy nº38, 41, 55, 75, 78, 91 (1971–1977)
- Eerie nº5, 11, 14, 60–61 (1966–1974)
- Famous Monsters of Filmland nº58 (1969)
- Galactic Wars Comix nº1 (1978)
- Monster World nº1 (1964)
- Vampirella nº9–10, 12, 19, 27, Annual nº1 (1971–1973)
- Warren Presents nº1, 3 (1979)